# Billion Dollar Babies
Billion Dollar Babies é o sexto álbum de estúdio da banda estadunidense Alice Cooper, lançado em 1973. O álbum foi gravado inteiramente em 1972, com isso, o hit "Elected" estourou nas rádios americanas antes mesmo do álbum ter sido lançado oficialmente. 
Algumas das letras do disco refletem o momento vivido pela sociedade americana da época, englobando direta ou indiretamente temas como a guerra fria, reeleição do presidente Richard Nixon e o questionamento do chamado "sonho americano".
A faixa "Generation Landslide" aparece também no álbum Special Forces, de 1981, com o título de "Generation Landslide '81 (Live)", embora tenha sido apenas regravada em estúdio com um verso a mais do que a original e com sons de plateia adicionados artificialmente.
| Críticas profissionais                                                      | Críticas profissionais |
| Avaliações da crítica                                                       | Avaliações da crítica  |
| Fonte                                                                       | Avaliação              |
| --------------------------------------------------------------------------- | ---------------------- |
| Allmusic                                                                    | [ 3 ]                  |
| PopMatters                                                                  | (Favorable)            |
| Rolling Stone                                                               | [ 5 ]                  |
| Robert Christgau                                                            | (B)                    |
| Esta tabela precisa de ser acompanhada por texto em prosa. Consulte o guia. |                        |

## Faixas
1. "Hello, Hooray" (Kempf) – 4:15
2. "Raped and Freezin'" (Cooper, Michael Bruce) – 3:19
3. "Elected" (Cooper, Glen Buxton, Bruce, Dennis Dunaway, Neal Smith) – 4:05
4. "Billion Dollar Babies" (Cooper, Bruce, Smith) – 3:43
5. "Unfinished Sweet" (Cooper, Bruce, Smith) – 6:18
6. "No More Mr. Nice Guy" (Cooper, Bruce) – 3:06
7. "Generation Landslide" (Cooper, Buxton, Bruce, Dunaway, Smith) – 4:31
8. "Sick Things" (Cooper, Bruce, Bob Ezrin) – 4:18
9. "Mary Ann" (Cooper, Bruce) – 2:21
10. "I Love the Dead" (Cooper, Ezrin) – 5:09

### Edição Especial
1. "Hello Hooray" (Ao Vivo) (Kempf) - 3:04
2. "Billion Dollar Babies" (Ao Vivo) (Cooper, Bruce, Smith) - 3:47
3. "Elected" (Ao Vivo) (Cooper, Buxton, Bruce, Dunaway, Smith) - 2:28
4. "I'm Eighteen" (Ao Vivo) (Cooper, Buxton, Bruce, Dunaway, Smith) - 4:50
5. "Raped and Freezin'" (Ao Vivo) (Cooper, Bruce) - 3:14
6. "No More Mr. Nice Guy" (Ao Vivo) (Cooper, Bruce) - 3:07
7. "My Stars" (Ao Vivo) (Cooper, Ezrin) - 7:32
8. "Unfinished Sweet" (Ao Vivo) (Cooper, Bruce, Smith) - 6:01
9. "Sick Things" (Ao Vivo) (Cooper, Bruce, Ezrin) - 3:16
10. "Dead Babies" (Ao Vivo) (Cooper, Buxton, Bruce, Dunaway, Smith) - 2:58
11. "I Love the Dead" (Ao Vivo) (Cooper, Ezrin) - 4:48
12. "Coal Black Model T" - 2:28
13. "Son of Billion Dollar Babies" - 3:45
14. "Slick Black Limousine" (Cooper, Dunaway) - 4:26

## Créditos[7]

### Banda
- Alice Cooper - vocais
- Glen Buxton - guitarras
- Michael Bruce - guitarras, teclados, backing vocals
- Dennis Dunaway - baixo, backing vocals
- Neal Smith - bateria, backing vocals

### Músicos adicionais
- Donovan - vocais em "Billion Dollar Babies"
- Steve "The Deacon" Hunter - guitarra solo em "Billion Dollar Babies", "No More Mr. Nice Guy", "Generation Landslide" e "Mary Ann"; pedal steel em "Hello Hooray"
- Mick Mashbir, Dick Wagner e Marc Bolan - guitarra adicional
- Bob Dolin e Bob Ezrin - teclado adicional
- David Libert - vocais de apoio